# Maximilian Brenner
Maximilian Karl Brenner, auch: Max Brenner, (* 4. Juni 1874 in Wien-Meidling; † 10. Juni 1937 in Wien) war ein österreichischer römisch-katholischer Prälat und Rektor des Santa Maria dell’Anima von 1913 bis 1923/1937.

## Leben
Max Brenner stammte aus der Ehe des Kaufmanns Mathäus Brenner (1838–1890) und Katharina Brenner geb. Weislein (* 1847); er hatte fünf Geschwister. Er beendete sein Theologiestudium mit Promotion zum Dr. theol. 1896 empfing er die Priesterweihe und war als Kooperator in Mariabrunn tätig. 1899 wurde er Studienpräfekt am Wiener Priesterseminar. 1902 wurde Brenner Kaplan des Priesterkollegs Santa Maria dell'Anima in Rom. Zwei Jahre später wurde er Domprediger am Stephansdom in Wien. 1913 wurde Maximilian Brenner zum Rektor des Priesterkollegs Santa Maria dell'Anima ernannt; er war von 1913 bis 1916 und von 1919 bis 1922 Rektor, 1923 kehrte er nach Wien zurück. 1924 erfolgte die Ernennung zum Domkapitular am Stephansdom. 1937 übernahm er abermals das Rektorat an der Anima.